# Ботум-Сакор (національний парк)
Національний парк Ботум Сакор є найбільшим національним парком Камбоджі. Розташований на узбережжі Сіамської затоки, Ботум Сакор (або Ботумсакор) — це півострів, який виступає на південний захід від Кардамонових гір. Національний парк займає площу 1,825.85 км2. Парк знаходиться у підпорядкуванні Міністерства охорони навколишнього середовища Камбоджі, і невелика частина парку включена в проект Південний Кардамон REDD+ (SCRP).
Більшість площі національного парку Ботум Сакор складається з пологих низин, вкритих вічнозеленими лісами та луками, що виникають у прибережних заплавах із мангровими лісами та прісноводними болотистими лісами. Тут панує тропічний мусонний клімат і два припливи на день з діапазоном приблизно 1,5 метри.

## Дика природа
Національний парк Ботум Сакор має дуже багату та різноманітну дику природу, але було проведено та опубліковано мало досліджень біорізноманіття цієї території.

### Ссавці
Станом на 2009 рік у межах національного парку було виявлено понад 44 види ссавців, вісім з яких мають високу пріоритетність збереження, занесені до Червоного списку МСОП як зникаючі, деякі з них у критичному стані. Ці види, що перебувають під загрозою зникнення, включають панголіна яванського, бенгальського повільного лорі, лангура Жермена, індійського оленя, червоного вовка, хмарного леопарда, кота-рибалку, слона азіатського, гібон ворсистий. Ворсистий гібон утворює значну популяцію, і існує припущення, що в національному парку насправді може проживати до 10 % світової популяції.
Фактично понад чверть видів ссавців тут представляють інтерес для збереження через їх глобальний статус. Серед них тхір-борсук великозубий, видра волохата, видра гладкошерста, олень самбар, цивета велика тощо. Можливо, тут також присутні сонячний і місячний ведмеді.

### Амфібії
Дивно, що на території національного парку виявлено лише відносно невелику кількість видів земноводних. Очікувалося, що ця територія буде містити велику кількість видів, оскільки Кардамонові гори є домом для багатьох, у Ботум-Сакоре існує ширша різноманітність екосистем. Тим не менш, багато амфібій, які зустрічаються в парку, мають велике значення. І жаба Мортенсена (Sylvirana mortenseni), і гірська жаба (Quasipaa fasciculispina) є ендеміками південно-західної Камбоджі та частини гірського хребта, що належить Таїланду.

### Рептилії
Більшість із багатьох рептилій Ботум Сакора — це змії, включаючи харизматичну королівську кобру та малайську ямкову гадюку. Місцеві жителі регулярно бачать і вбивають змій на місцевих плантаціях. У деяких струмках парку є також невелика популяція сіамських крокодилів . Фактично в Камбоджі зберігається найбільша в світі популяція цього виду, що знаходиться під загрозою зникнення, який нещодавно (до 2007) навіть вважався вимерлим. Більший морський крокодил також є тут, хоча він викликає найменше занепокоєння з глобальної природоохоронної точки зору, вони знаходяться під загрозою в Південно-Східній Азії. У Камбоджі морські крокодили вважаються обмеженими провінцією Кох Конг. Два види черепах, що знаходяться під загрозою зникнення, зустрічаються в гірському масиві Кардамон.

### Птахи
У парковій зоні можна зустріти сотні видів птахів, але поки що проведено лише попередні дослідження. Особливий інтерес для природоохоронців викликає білокрила лісова качка (Asarcornis scutulata), яка перебуває під загрозою зникнення та є однією з найрідкісніших водоплавних птахів в Азії. Тут також зустрічається низка інших птахів, які перебувають під загрозою або майже під загрозою, як-от зелений павич, яванський марабу, змієшийка чорночерева, великий строкатий птах носоріг і сіроголовий орел.

## Загрози та занепокоєння
Порушення національного парку Ботум Сакор є надзвичайно високим. У 1997—2002 роках, за оцінками, 229 км 2 вічнозеленого лісу втрачено через незаконні рубки (~30 км 2 /рік).2 Ці початкові злочини та широкомасштабна руйнівна діяльність була зрештою припинена на початку нового тисячоліття, але зараз національний парк стикається зі зростаючою загрозою знищення під приводом так званого розвитку як на місцевому, національному, так і на міжнародному рівнях.

### Проекти сільського господарства, промисловості та будівництва
Після створення національного парку Ботум Сакор у 1993 році уряд Камбоджі, мабуть, вирішив, що значна частина землі має бути використана для різноманітних агропромислових та будівельних проектів. Протягом останніх років було видано та підписано низку економічних земельних концесій. Те, як експлуатується, продається та здається в оренду земля в Камбоджі, як відомо, невідомо, але нижче наведено список добре задокументованих проектів, пов'язаних із парком: У листопаді 1998 року було підписано концесійну угоду з китайською компанією The Green Rich Co., Ltd. для посадки, вирощування та збору врожаю олійних пальм, фруктових дерев і акацій на площі 60 200 га (602 км 2). Понад 80 % землі розташовано в національному парку Ботум Сакор на північному сході і становить приблизно 40 % вкладу району Кох Конг в національний парк. Спочатку проект планувалося здійснити в 6 етапів, перетворюючи 10 000 га національного парку на плантації на кожному етапі, але виникли суперечки з Міністерством навколишнього середовища Камбоджі.
У квітні 2008 року було підписано концесійну угоду на 99 років з Tianjin Union Development Group з метою розвитку Dara Sakor на площі 36 000 га (360 км 2) для туризму. Брошури курорту демонструють амбітні плани: новий аеропорт із пропускною спроможністю 10 мільйонів пасажирів на рік, удвічі більша пропускна спроможність міжнародного аеропорту Пномпеня та більш ніж у 40 разів більша кількість відвідувачів, які прибули до міжнародного аеропорту Сіанук у 2017 році, доки для пасажирі, великі круїзні судна та високошвидкісне залізничне сполучення з Пномпенем і Сієм Ріпом.
У липні 2011 року було підписано концесійну угоду з компанією Sinimexim Investment Co., Ltd. на будівництво каучукових плантацій та ведення невизначеної агропромислової діяльності на території площею 4280 га (42,80 км 2). Земля розташована у внутрішній частині району Ботум Сакор, на північ від земельної концесії Paradise Investment Co., Ltd.
У квітні 2010 року було підписано концесійну угоду на 90 років з камбоджійською компанією LYP Group Co., Ltd. Для будівництва плантацій тапіоки на площі 4097 га (40,97 км 2). Земля розташована у верхній частині національного парку, в основному в районі Ботум Сакор.
У січні 2011 року підписано концесійну угоду з компанією Paradise Investment Co., Ltd. для господарської діяльності на 9835 га (98,35 км 2) площі. Земля розташована у внутрішній частині району Ботум Сакор. Paradise Investment Co., Ltd. розташована в Південній Кореї та переважно займається бізнесом казино, але працює також у сферах: готелі та спа.
У грудні 2012 року було підписано договір з невідомою компанією на будівництво водосховища та греблі ГЕС площею 6771 га (67,71 км 2). Земля, очевидно, розташована в районі Ботум Сакор.

#### Вплив
Простий підрахунок показує, що загальна площа, залучена до сільськогосподарських, промислових і будівельних проектів, становить понад 119 120 га (1191,2 км 2). Це 70 % національного парку. Зайве говорити, що якщо проекти будуть розгортатися, як вони заплановані, це означатиме остаточне знищення національного парку Ботум Сакор.
Супутникові знімки Landsat, журналістські розслідування та звіти активістів чітко показують, як великі території були вирубані прискореними темпами в концесіях з 2008 року. Особливо постраждали прибережні мангрові зарості, які майже не існують у парку станом на 2012 рік.

### Незаконна вирубка
Зараз є вагомі докази того, що злочинна практика незаконної вирубки лісу на території національного парку знову стала проблемою за останні кілька років і навіть надзвичайно прискореними темпами. Супутникові знімки (Landsat і Envisat), журналістські розслідування та звіти активістів показують, що колишні густі ліси внутрішніх територій настільки порідшали, що постраждав майже весь національний парк Ботум Сакор. Багато середовищ існування з густим лісом зараз деградували та віднесені до категорії так званих середовищ існування змішаних лісів. Здається, існує низка причин нової незаконної практики вирубки лісу, і в ній беруть участь різні групи, починаючи від опортуністичних місцевих жителів, деяких компаній, залучених до концесій (див. вище), та організованих злочинних синдикатів. Частина деревини, що вирубується, — це рожеве дерево та різні види листяних порід, що перебувають під загрозою зникнення, які використовуються в розкішних будівлях і дорогих меблях, а також такі рослини, як шафран лаврове дерево (Cinnamomum parthenoxylon, представник роду коричних дерев) і жовта лоза вирубуються для виготовлення психотропних препаратів, таких як екстазі, для традиційної медицини Південно-Східної Азії та інших цілей. У самому національному парку виявлено багато місць, де обробляють або зрізають нелегальну деревину.

### Браконьєрство
Браконьєрство в національних парках Камбоджі залишається надзвичайно поширеним і Ботум Сакор не є винятком із цієї тенденції. Методи, які викликають найбільше занепокоєння в Ботум Сакорі, — це встановлення пасток і випадкове полювання на дрібних ссавців для отримання їжі. Браконьєрство в Камбоджі має багато причин, але однією з причин національного парку Ботум Сакор є живлення традиційного китайського ринку ліків.

### Фрагментація біотопів
Фрагментація середовища існування національного парку викликає занепокоєння. Нещодавно завершений маршрут шосе 48 уздовж північної межі парку ізолює його від південних Кардамонових гір. Хоча деякі тварини можуть впоратися, автомагістраль явно фрагментувала та обмежила популяцію деревних видів, таких як ворсистий гібон.

## Активні громадські організації в районі
Відомо, що в цьому районі діють такі НУО :
- Flora & Fauna International[32]
- Conservation International[33]
- Альянс дикої природи[34]